# Louis Uber
Louis Uber (geboren am 14. Juli 2001) ist ein deutscher Telemarker.

## Werdegang
Uber gab sein Debüt im Telemark-Weltcup am 1. Dezember 2017 in Hintertux. Dabei erzielte er als Neuntplatzierter des Sprints auf Anhieb seine ersten Weltcuppunkte. Im weiteren Saisonverlauf konnte er sich regelmäßig innerhalb der Punkteränge klassifizieren und seine erste Weltcup-Saison auf Platz 28 der Gesamtwertung beenden. Er nahm an der Telemark-Juniorenweltmeisterschaft 2018 in Mürren teil. Zunächst gewann er am 22. März 2018 im Mixed-Team-Parallelsprint die Silbermedaille und einen Tag später im Einzel-Parallelsprint die Goldmedaille. Im Alter von 16 Jahren stellte er damit einen Altersrekord für den jüngsten Juniorenweltmeister im Telemarken auf.

## Statistik

### Weltcup-Platzierungen
| Saison  | Gesamt | Gesamt | Classic | Classic | Classic Sprint | Classic Sprint | Parallelsprint | Parallelsprint | Riesenslalom | Riesenslalom |
| Saison  | Platz  | Punkte | Platz   | Punkte  | Platz          | Punkte         | Platz          | Punkte         | Platz        | Punkte       |
| ------- | ------ | ------ | ------- | ------- | -------------- | -------------- | -------------- | -------------- | ------------ | ------------ |
| 2017/18 | 28.    | 113    | 38.     | 013     | 24.            | 075            | 32.            | 025            | –            | –            |